# Wüstenkängururatte
Die Wüstenkängururatte (Dipodomys deserti) ist eine häufige Art aus der Gattung der Taschenmäuse, welche in Wüstengebieten der USA wie dem Tal des Todes vorkommt.

## Merkmale
Sie ist mit einer Körperlänge von 30 bis 38 Zentimetern, wovon der Schwanz zwei Drittel ausmacht, eine der größten Arten ihrer Gattung. Wie alle Kängururatten scheidet sie sehr hoch konzentrierten Urin aus, daher genügt ihr eine einmalige Wasseraufnahme alle 2–3 Wochen. In ihren Backentaschen transportiert sie ihre Nahrung in den Bau. Ihre großen Ohren dienen vor allem der Ortung potenzieller Feinde wie Klapperschlangen oder dem Kaninchenkauz.

## Verbreitung und Lebensraum
Ihr Verbreitungsgebiet sind die Trockengebiete im Südwesten der Vereinigten Staaten (Kalifornien, New Mexico, Nevada, Utah) sowie die Baja-California-Wüste und die Sonora-Wüste in Mexiko.

## Lebensweise
Sie lebt in Gruppen von 6 bis 12 Mitgliedern in selbstgegrabenen, unterirdischen Bauen, welche sie nur zur Suche nach Nahrung, vor allem Samen, nachts verlässt.

## Fortpflanzung
Diese Art hat eine ganzjährige Fortpflanzungsperiode. Der Wurf des Weibchens umfasst bis zu 5 Junge, welche nach einer Tragzeit von 30 Tagen geboren werden.

## Bestand und Gefährdung
Die Bestände der Wüstenkängururatte sind saisonal sehr stark schwankend, je nach Nahrungs- und Wasserangebot. Von der International Union for Conservation of Nature and Natural Resources (IUCN) wird die Art als nicht gefährdet (LC, Least Concern) eingestuft.

## Quelle
- David Burnie (Hrsg.), Mariele Radmacher-Martens: Tiere: Die große Bild-Enzyklopädie mit über 2.000 Arten. Aus dem Englischen von Gabriele Lehari. Dorling Kindersley, München 2012, ISBN 978-3-8310-2232-8.
- Jiří Felix (Hrsg.), Alena Čepická: Tierwelt Amerikas in Farbe. Aus dem Tschechischen von Jaroslav Konšal. Karl Müller Verlag, Erlangen 1989, S. 242–243.